# Seaca (Călimănești), Vâlcea
Seaca este o localitate componentă a orașului Călimănești din județul Vâlcea, Oltenia, România.
 Acest articol despre o localitate din județul Vâlcea este deocamdată un ciot. Puteți ajuta Wikipedia prin completarea lui.